# 산동초등학교 송백분교
산동초등학교 송백분교는 대한민국 경상북도 구미시 산동면 송산리 243에 있었던 공립 초등학교이다.

## 학교 연혁
- 1936년 8월 3일 : 설립인가
- 1936년 10월 6일 : 해평공립보통학교 부설 도산간이학교 개교
- 1942년 4월 1일 : 산동북부국민학교로 승격
- 1946년 4월 1일 : 도산국민학교로 개명
- 1963년 11월 19일 : 송백국민학교로 개명
- 1985년 3월 1일 : 산동국민학교 분교장으로 편입
- 1996년 3월 1일 : 산동초등학교 송백분교로 개칭
- 2010년 3월 1일 : 산동초등학교 본교로 통합